# Naturpark Hohe Wand
Koordinaten: 47° 50′ 2″ N, 16° 2′ 53″ O

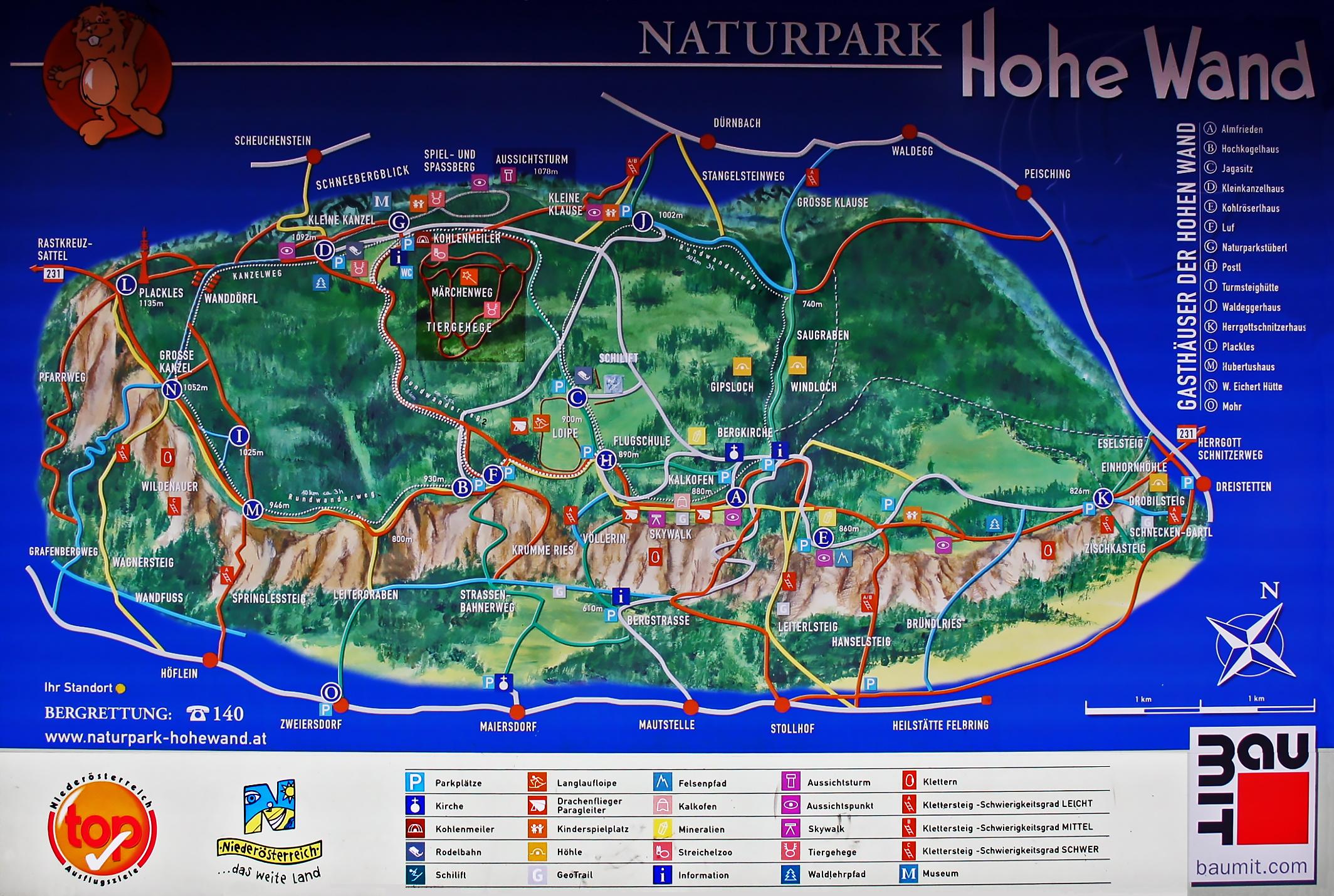
Übersichtskarte Naturpark Hohe Wand

Das Gebiet der Hohen Wand ist eine als Naturpark unter Schutz gestellte Felsformation mit Umgebung an der Hohen Wand und befindet sich in den Gutensteiner Alpen in Niederösterreich.

## Beschreibung
Das Gebiet stellt den östlichen Alpenrand am Übergang zur pannonischen Region und zum Wiener Becken dar, der Untergrund besteht aus Kalkstein. Der Naturpark ist frei zugänglich, für gewisse Einrichtungen und für die Zufahrt mit dem Pkw wird eine Gebühr eingehoben.
Der Naturpark liegt auf Gemeindegebiet der Gemeinden Wöllersdorf-Steinabrückl, Bad Fischau-Brunn, Hohe Wand und Höflein an der Hohen Wand. Es steht auch als Teil der Europaschutzgebiete Nordöstliche Randalpen sowie des Landschaftsschutzgebietes Hohe Wand-Dürre Wand unter Schutz.

## Natürliche Sehenswürdigkeiten
Die Hohe Wand ist ein bewaldeter Plateauberg im Übergangsbereich von der alpinen Gebirgs- zur pannonisch beeinflussten Felssteppenflora und -fauna. Die bis zu 230 Meter hohen Felsklippen fallen nach Südosten hin exponiert zur sogenannten Neuen Welt hin ab. Im Kalkstein gibt es mehrere kleine und größere Höhlen, so zum Beispiel die Kohlröserlhöhle (Czernyhöhle) beim Felsenpfad oder die Einhornhöhle, eine Schauhöhle bei Dreistetten.

## Errichtete Sehenswürdigkeiten

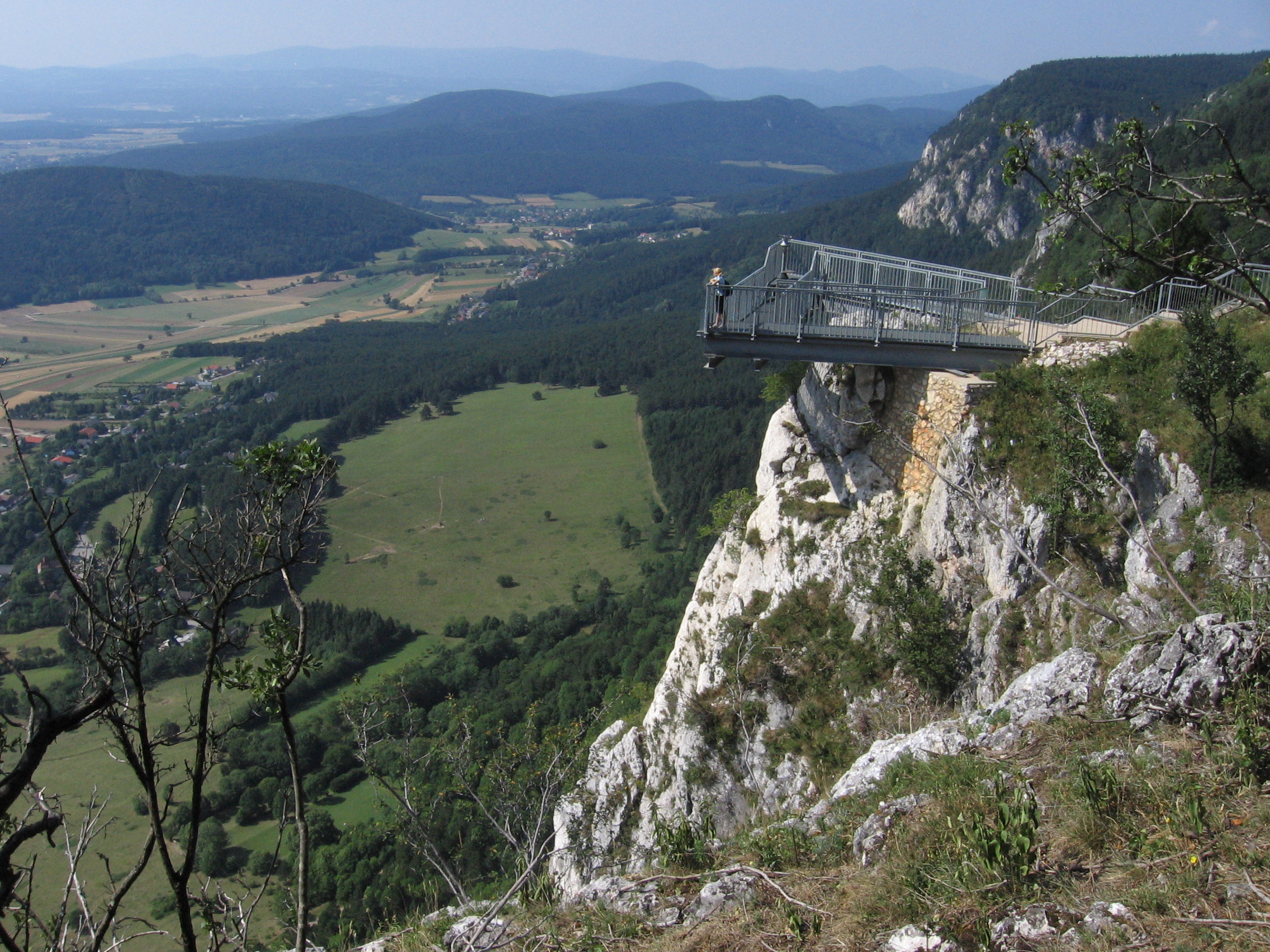
Der im Jahr 2002 errichtete Skywalk an der oberen Wandkante

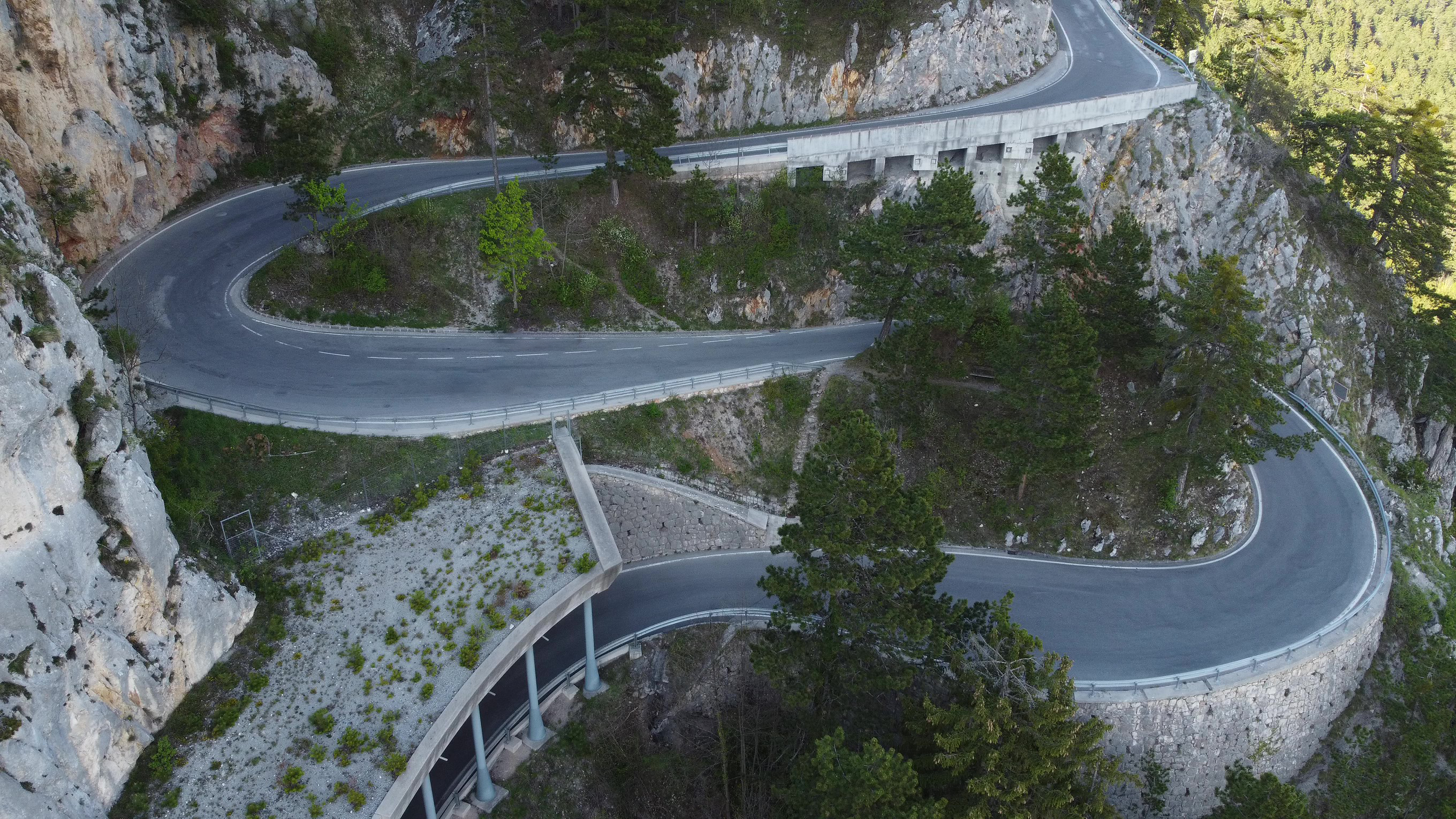
Mautstraße auf die Hohe Wand

Am Hochplateau gibt es schon seit langer Zeit touristische Infrastruktur, bereits in den 1930er Jahren wurde eine öffentliche Straße auf das Plateau hinauf in den Fels gehauen. Auch ein mittlerweile stillgelegter Sessellift erschloss das Gebiet.
Am Plateau gibt es folgende Einrichtungen:
- ein naturnaher Kinderspielplatz mit angrenzendem Streichelzoo und ein sogenannter Spiel- und Spaßberg mit Wildtiergehege, Aussichtsturm und begehbaren Murmeltierbau für menschliche Maßstäbe,
- ein Alpin- und Heimatmuseum,
- ein Naturparkstüberl,
- ein dichtes markiertes Wanderwegnetz, gesicherte Klettersteige und freies Klettergelände sowie Startplätze für Drachenflieger und Paragleiter,
- an der Wandoberkante eine Aussichtsterrasse, genannt „Skywalk“ (siehe Abbildung)
- Waldpädagogische Führungen, Erlebnisführungen und Lamatrekking.